# Hedensted Kommune (1970–2006)
| Strukturdaten       | Strukturdaten     |
| ------------------- | ----------------- |
| Sitz der Verwaltung | Hedensted         |
| Fläche              | 137,36 km²        |
| Einwohner           | 16.877 (2005)     |
| Kommune seit 2007   | Hedensted Kommune |

Hedensted Kommune war bis Dezember 2006 eine dänische Kommune im damaligen Vejle Amt in Jütland. Seit Januar 2007 ist sie zusammen mit  den Kommunen Juelsminde und Tørring-Uldum (ohne das Kirchspiel Grejs) Teil der neuen Hedensted Kommune.
Hedensted Kommune wurde im Rahmen der Verwaltungsreform von 1970 neu gebildet und umfasste folgende Sogn:
- Daugård Sogn
- Hedensted Sogn
- Korning Sogn
- Løsning Sogn
- Store Dalby Sogn
- Urlev Sogn
- Ølsted Sogn
- Ørum Sogn
- Øster Snede Sogn